# Ksar Blaghma
 (juillet 2023).
La mise en forme du texte ne suit pas les recommandations de Wikipédia : il faut le « wikifier ».
Les points d'amélioration suivants sont les cas les plus fréquents. Le détail des points à revoir est peut-être précisé sur la page de discussion.
- Les titres sont pré-formatés par le logiciel. Ils ne sont ni en capitales, ni en gras.
- Le texte ne doit pas être écrit en capitales (les noms de famille non plus), ni en gras, ni en italique, ni en « petit »…
- Le gras n'est utilisé que pour surligner le titre de l'article dans l'introduction, une seule fois.
- L'italique est rarement utilisé : mots en langue étrangère, titres d'œuvres, noms de bateaux, etc.
- Les citations ne sont pas en italique mais en corps de texte normal. Elles sont entourées par des guillemets français : « et ».
- Les listes à puces sont à éviter, des paragraphes rédigés étant largement préférés. Les tableaux sont à réserver à la présentation de données structurées (résultats, etc.).
- Les appels de note de bas de page (petits chiffres en exposant, introduits par l'outil «  Source ») sont à placer entre la fin de phrase et le point final[comme ça].
- Les liens internes (vers d'autres articles de Wikipédia) sont à choisir avec parcimonie. Créez des liens vers des articles approfondissant le sujet. Les termes génériques sans rapport avec le sujet sont à éviter, ainsi que les répétitions de liens vers un même terme.
- Les liens externes sont à placer uniquement dans une section « Liens externes », à la fin de l'article. Ces liens sont à choisir avec parcimonie suivant les règles définies. Si un lien sert de source à l'article, son insertion dans le texte est à faire par les notes de bas de page.
- La présentation des références doit suivre les conventions bibliographiques. Il est recommandé d'utiliser les modèles {{Ouvrage}}, {{Chapitre}}, {{Article}}, {{Lien web}} et/ou {{Bibliographie}}. Le mode d'édition visuel peut mettre en forme automatiquement les références.
- Insérer une infobox (cadre d'informations à droite) n'est pas obligatoire pour parachever la mise en page.

Pour une aide détaillée, merci de consulter Aide:Wikification.
Si vous pensez que ces points ont été résolus, vous pouvez retirer ce bandeau et améliorer la mise en forme d'un autre article.
 (novembre 2016).
Si vous disposez d'ouvrages ou d'articles de référence ou si vous connaissez des sites web de qualité traitant du thème abordé ici, merci de compléter l'article en donnant les références utiles à sa vérifiabilité et en les liant à la section « Notes et références ».
Ksar Blaghma (en arabe : قصر البلاغمة ; en berbère : Ighreme N' LBLAGHMA ) est un petit village fortifié (ksar) de la commune rurale d'Er Rteb, dans la province d'Errachidia relevant de la région Drâa-Tafilalet, au Maroc. Il est situé sur la rive gauche de oued ziz à 7 km du village d'Aoufous et à 50 km de la ville d'Errachidia.
Sur la rive droite de l'oued Ziz ( Ouest de Ksar Blaghma) se trouve Ksar Lamaarka (قصر المعاركة), un des plus anciens ksour sultaniens alaouites de la région du Tafilalet (berceau de la dynastie alaouite : Sijilmassa).Dans ce ksar se dresse un des monuments historiques les plus imposants entre les hauts palmiers de Ziz et des terres battues au milieu de la grande palmeraie(vallée de Ziz).Il s’agit de « Bab Jdid » (la nouvelle porte) ou Bab Ksar Lamaarka (باب قصر المعاركة ). La porte a été édifiée sous le règne du sultan alaouite Moulay Ismail au (1721, soit 1134 de l'hégire), comme entrée magistrale et principale amenant à un palais royal nommé Dar Lakbira (الدار الكبيرة) bâtie au centre du ksar, pour loger un de ses fils, Moulay Chérif, « wali ou gouverneur » de la région d’Aoufous Er Rteb à l'époque.

## Une histoire catastrophique à Blaghma
le ksar a connu le 3 juillet 2019 un incendie mystérieux qui vient de dévaster et ruiner la palmeraie sur une longueur de 3 km depuis ksar zaouia lakdima à Rbit en passant par ksar Blaghma et SIdi Ali Elgoumi.
Trois kilomètres de la vallée ont été prises par ce sinistre, l'incendie a ravagé plus de 2 540 palmiers et 1 500 oliviers sur une superficie de 20 hectares. Une histoire triste pour la population et un événement catastrophique qui n’a jamais été enregistré. Les jeunes des ksours concernés et des ksours voisins ont démontré leur courage et leur sens et valeurs de solidarité et de l’entraide, en prêtant main-forte aux autorités, et aux services d’incendie de la protection civile qui ont déployé tous les moyens pour combattre un feu acharné, un feu aidé par une température qui dépassait 45 degrés et des vents violents qui soufflent à plus de 60 km/h.